# 张令铎
张令铎（911年—970年），原名张铎，后周太祖赐名令铎，五代十国到宋朝初年将领。棣州厌次（今山东阳信）人。陈桥兵变的六功臣之一。

## 簡介
后唐时从军，后汉乾祐元年（949年）三月，张令铎从枢密使郭威率军讨伐河中（今山西永济西）节度使白守贞，以功升为奉国军指挥使。郭威建立后周，广顺初年，改任控鹤指挥使，因為與河中府的張鐸同名，赐名令铎，后升至控鹤左厢都指挥使。
后周世宗显德三年（956年），张令铎从攻南唐，改任虎捷左厢都指挥使；显德四年（957年），世宗再征淮南，张令铎与龙捷右厢都指挥使柴贵任京城左、右厢巡检，负责京城开封府治安。显德六年（959年），世宗亲征辽国，张令铎随陆路都部署韩通先到沧州，世宗因病撤军，将占领的益津关改为霸州（今河北霸州市），命韩令坤为兵马都部署，张令铎为副。六月，世宗驾崩，幼帝即位后，张令铎升任侍卫步军都指挥使，与高怀德同时分掌侍卫亲军司马、步军，建节领武信军（遂州，今四川遂宁，属后蜀）节度使。
显德七年（宋建隆元年，960年）正月，赵匡胤发动陈桥兵变，建立宋朝的过程中，张令铎有翊戴之功，自武信节度使、步军都指挥使为镇安节度使、马步军都虞候。建隆二年（961年）七月，宋太祖杯酒釋兵權，罢去张令铎侍卫亲军马步军都虞候军职，出为镇宁军节度使。
宋太祖與张令铎約為親家，命皇弟赵廷美聘张令铎第三女，后封楚国夫人。开宝二年（969年）入朝，因病留京，次年春去世，终年60岁。　　
张令铎為人勇猛，但不殺降卒，也不屠城，曾說：「我從軍三十年，大小四十餘戰，多摧堅陷敵，未嘗妄殺一人。」他死的時候，百姓多為他哀悼。

## 延伸阅读
[在维基数据编辑]
 在维基文库阅读此作者作品
 《宋史·卷250》，出自脱脱《宋史》